# Janine Kitzen
Janine Kitzen (Kerkrade, 1 maart 1978) is een Nederlands sopraan. Ze zingt in musicals, operettes en opera's, en treedt solo en met anderen op.

## Biografie
Kitzen wist als kind al dat ze zangeres wilde worden. Ze zong op jonge leeftijd thuis en vanaf haar achtste in kerken in de omgeving, zowel in koren als solo tijdens trouwerijen en concerten. Daarnaast kreeg ze pianoles. Op haar tiende soleerde ze in het orkest van André Rieu. Na een auditie werd ze op haar zeventiende toegelaten tot een voorbereidingsklas van het conservatorium van Maastricht. Het jaar erop begon ze als jongste van de klas aan het conservatorium zelf. Het betekende een andere, competitieve wereld in het midden van ambitieuze studenten.
Tijdens haar studie stond ze veel op de bühne. In 1996 speelde ze de rol van Bastienne in de opera Bastien und Bastienne van Mozart. Later maakte ze deel uit van het Limburgs Barock Consort. Ook zong ze in de groep Luxux waarmee ze in 1998 een cd opnam met werken van de Oostenrijkse componist Robert Stolz. In 1998 won ze eerste prijs van het muziekconcours Una Voce Particolare dat door de TROS op de televisie werd uitgezonden.
in 1999 onderbrak ze haar studie met een jaar om in Antwerpen in de musical The Phantom of the Opera van Joop van den Ende te kunnen zingen. In deze tijd speelde ze vaak de hoofdrolspeelster Christine. Erna vervolgde ze haar studie die ze in 2001 cum laude afrondde. Hierna volgde ze nog een studiejaar aan het Brabants Conservatorium met als richting Muziektheater, dat bestaat uit de vakken klassiek ballet, drama, musical, jazz, tapdansen en streetdance. In 2001 speelde ze de rol van Kate McGowan in de musical Titanic.
In 2002 verhuisde ze naar Zuid-Duitsland voor een hoofdrol als Christine in Van den Ende's musical Phantom der Oper. Hier trad ze van november 2002 tot mei 2004 in de eerste cast op in het SI-Centrum in Stuttgart met plek voor 2000 bezoekers per avond. Ze kreeg hier lovende recensies voor in de Stuttgarter Zeitung en de Rheinische Post. Hierna ging ze op tour door België met operettes.
Tijdens de Opera Air Classic van Monschau in 2010 speelde ze de hoofdrol van Zerlina in Don Giovanni van Mozart. Een week later werkte ze daar ook aan de Italiaanse operashow mee.
Van maart 2015 tot maart 2018 ontwikkelde ze haar eigen theaterproductie Il mio sogno met 28 liedjes. Ze bracht haar twee uur durende show op haar veertigste verjaardag in première. Er werkten bij elkaar veertig zangers, musici, dansers en technici aan mee.
In 2017 maakte Arlaque de Clerque een fotoshoot van Kitzen. De foto's maakten in december van dat jaar deel uit van De Clerques expositie in het Weense slot Miller-Aichholz.
Als soloartiest treedt ze in allerlei landen in Europa op, maar ook daarbuiten zoals in Australië en Rusland. In 2017 zong ze in de Ghanese hoofdstad Accra op uitnodiging van president Nana Akufo-Addo. Terugkerend zijn haar bezoeken aan Savoca op Sicilië waar ze optreedt met opera en lichtere concerten in het Italiaans.

## Discografie
Albums
- 1996: Luxus liebt Robert Stolz, in Luxus
- 2006: My musical diary
- 2019?: Contradictions

Ep
- 2005: Only love / Unusual way / Wuthering heights

- Gemeinsame Normdatei: 13541623X
- International Standard Name Identifier: 0000 0000 5810 5906
- Virtual International Authority File: 80170354
- WorldCat: E39PBJvd9cyP9BJXVwfCg7jQv3